# Pablo C. Ducros Hicken
Pablo Cristian Ducros Hicken (Buenos Aires, Argentina, 5 de junio de 1903 – ibídem 3 de julio de 1969) fue un pintor, historiador e iconógrafo argentino. Apasionado desde pequeño por el cine, investigó sobre la técnica cinematográfica y llegó a formar a lo largo de los años, una colección de equipos cinematográficos como hay pocas en el mundo que sirvieron de base luego de su muerte para la creación del Museo del Cine que lleva su nombre.

## Actividad profesional
Estudió pintura con renombrados artistas como Ceferino Carnacini, Ernesto de la Cárcova, Carlos Ripamonte, Alberto María Rossi, Fernando Santilli, Carlos Sobieski y Van Quekelberghe y, en Europa en 1922 y 1923, con Julio Romero de Torres.
Concurrió con sus obras al Salones Nacionales de Bellas Artes así como en Rosario, Santa Fe, Tandil y Mar del Plata, entre otros. Entre sus exposiciones  individuales se recuerdan las realizadas en el Salón de Arte del Hotel Provincial y en las galerías Del Mar, Kaperotxipi y Rubinstein, todos de Mar del Plata  y, en Buenos Aires, de los diarios La Nación y El Mundo entre los años 1959 y 1967.
Sus cuadros son de tendencia netamente figurativa y sus temas son figuras de temas históricos, flores, marinas, naturalezas muertas y retratos. En sedes de organismos oficiales como Concejos Deliberantes, Embajada de Venezuela en Buenos Aires, Ministerios, Municipalidades, Palacio San Martín, etc. se encuentran 36 retratos del general José de San Martín, todos ellos distintos. 
Otros retratos de su autoría fueron colocados en distintos lugares oficiales: en el Ministerio de Guerra y en el Museo Histórico de Buenos Aires Cornelio de Saavedra, del general Miguel Estanislao Soler; en el Museo Histórico Nacional, de doña Saturnina Otárola de Saavedra (esposa del coronel Cornelio Saavedra, en el Instituto Nacional Belgraniano y en el Crucero ARA General Belgrano - hundido en la Guerra de las Malvinas- del general Manuel Belgrano; en el Ministerio de Economía de la Nación de Juan José Paso; en el Colegio Militar del Ejército de La Paz, Bolivia, retratos de San Martín y de Bartolomé Mitre, llevados allí por el presidente Arturo Frondizi y, además, para la Galería de comandantes en jefe del Ejército Argentino retratos oficiales del teniente general Carlos Severo Toranzo Montero y Rosendo María Fraga, entre otros.
También realizó retratos de otras figuras vinculadas a la historia argentina como Martín M. de Güemes, almirante Guillermo Brown, de los intendentes de Mar del Plata Rufino Inda, Teodoro Bronzini y Jorge Raúl Lombardo. Entre los retratos particulares se encuentran los de Roberto Nogaró, del embajador de Venezuela Julio de Armas y de la esposa del embajador de Colombia.
Investigó y dio conferencias sobre técnica cinematográfica y temas icnográficos de próceres argentinos y en especial de San Martín, fue nombrado asesor iconográfico y miembro académico del Instituto Nacional Sanmartiniano así como miembro correspondiente del mismo en la ciudad de Mar del Plata. Publicó notas sobre arte y cine en los diarios La Nación y La Prensa, y las revistas El Hogar y Atlántida, fue corresponsal argentino en la revista Cinemonde de París.
Su pasión por el cine desde pequeño, lo llevó a formar en años, una colección de equipos cinematográficos excepcional que al ser donada por sus herederos fue la base del Museo del Cine que lleva su nombre. 
Murió en Buenos Aires el 3 de julio de 1969.